# Slavkov u Brna (nádraží)
Slavkov u Brna je železniční stanice v jihozápadní části města Slavkov u Brna v okrese Vyškov v Jihomoravském kraji nedaleko řeky Litavy. Leží na neelektrizované části dvoukolejné Vlárské dráhy. Nedaleko stanice se nachází také městské autobusové nádraží.

## Historie
Stanice byla otevřena 10. října 1887 Rakouskou společností státní dráhy (StEG) na traťovém úseku z Brna do Kyjova, kde navázala na železnici z roku 1884 z Moravského Písku, původně budovanou a provozovanou firmou Oskara barona Lazariniho z Grazu. Jednalo se o část takzvané Českomoravské transverzální dráhy (BMTB) propojující již existující železnice v ose od západních Čech po Trenčianskou Teplou. Projekt byl završen 28. října 1888 prodloužením Vlárské dráhy směrem na Slovensko.
Po zestátnění StEG v roce 1908 pak obsluhovala stanici jedna společnost, Císařsko-královské státní dráhy (kkStB), po roce 1918 pak správu přebraly Československé státní dráhy.

## Popis
Ze stanice odbočují vlečky. Nachází se zde tři jednostranná nástupiště, stanice je vybavena elektronickým informačním systémem pro cestující. K příchodu na nástupiště slouží přechody přes koleje. Dlouhodobě se počítá s rekonstrukcí a elektrizací Vlárské dráhy.